# 謝韋爾內島 (傑米揚別德內群島)
謝韋爾內島是俄羅斯的島嶼，屬於北地群島的一部分，位於共青團員島西北面12.3公里的喀拉海，由克拉斯諾亞爾斯克邊疆區負責管轄，長0.7公里，島上無人居住。